# レアンデル・エングストローム
レアンデル・エングストローム（Per Leander Engström 、1886年2月27日 - 1927年2月6日）は、スウェーデンのモダニズムの画家である。

## 略歴
スウェーデン北部ノールランド、ヘルシングランド地方のイエッテロダール(Ytterhogdal)で生まれた。働きながら、アマチュア画家となり、1907年から1年間、ストックホルムのスウェーデン美術家協会の美術教室(Konstnärsförbundets skola)で学んだ。後援者を得て、1909年にパリに留学し、アンリ・マティスが1908年から1911年まで教えた「アカデミー・マティス」で学んだ。1912年までパリに滞在し、スウェーデンに戻った後、マティスに学んだ学生たちと、美術家グループ「 De unga(若者)」を結成し、フランスで学んだ表現主義などのスタイルで作品を描いた。1913年に結婚した。1920年代のはじめに何度かイタリアのフィレンツェに滞在した他、ノールランドの山間を旅して、作品を描いた。ノールボッテン県の山間の村、Abiskoを気に入り、そこに自ら家を建てた。
1913年に結婚し、翌年、双子が生まれ、Kjell Leander Engström (1914–1979) と Tord Leander Engström (1914–1985) とも画家になった。

## 作品

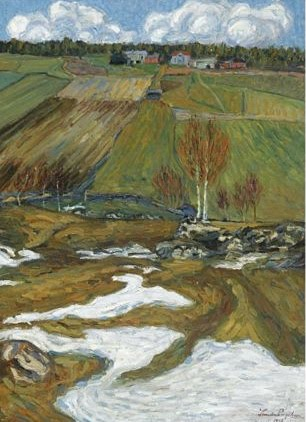
秋の風景　(1908)
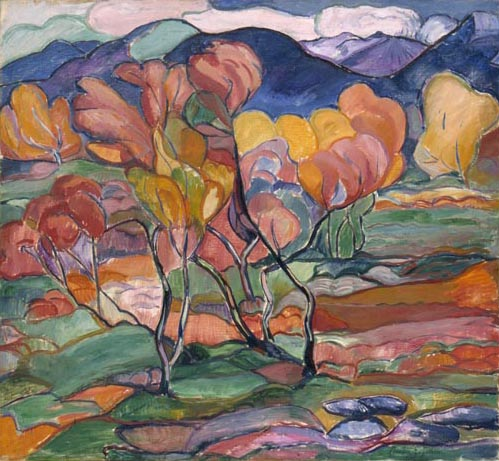
トーネ湖の秋の風景 (1910)
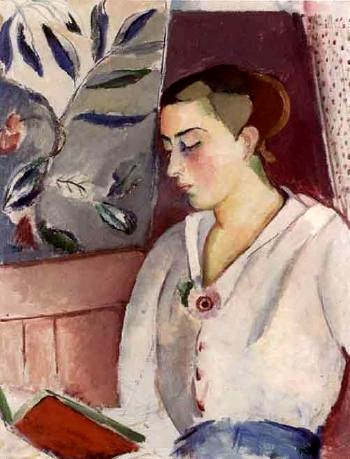
本を読む少女 (1916)
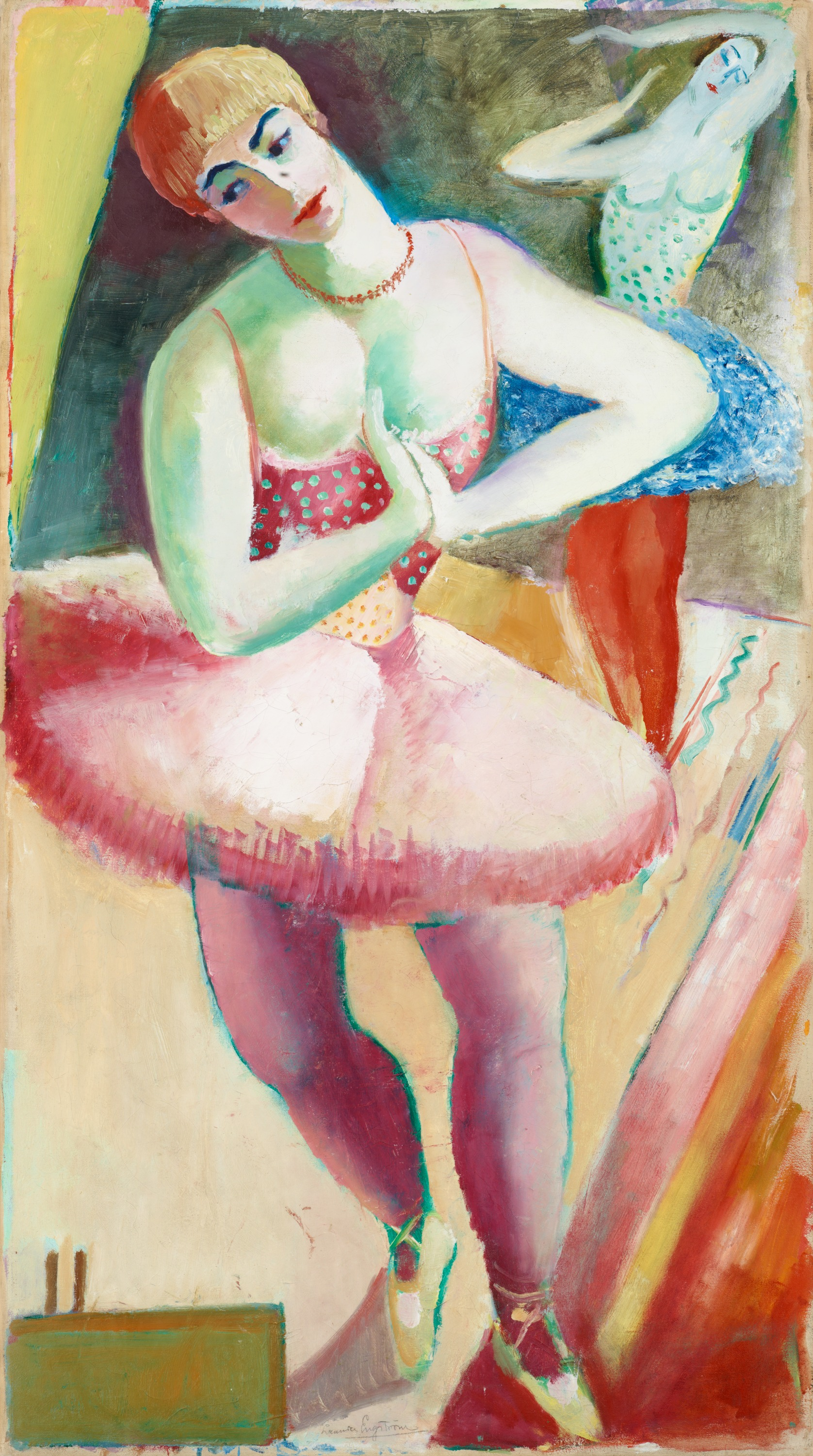
バレリーナ (c.1920)
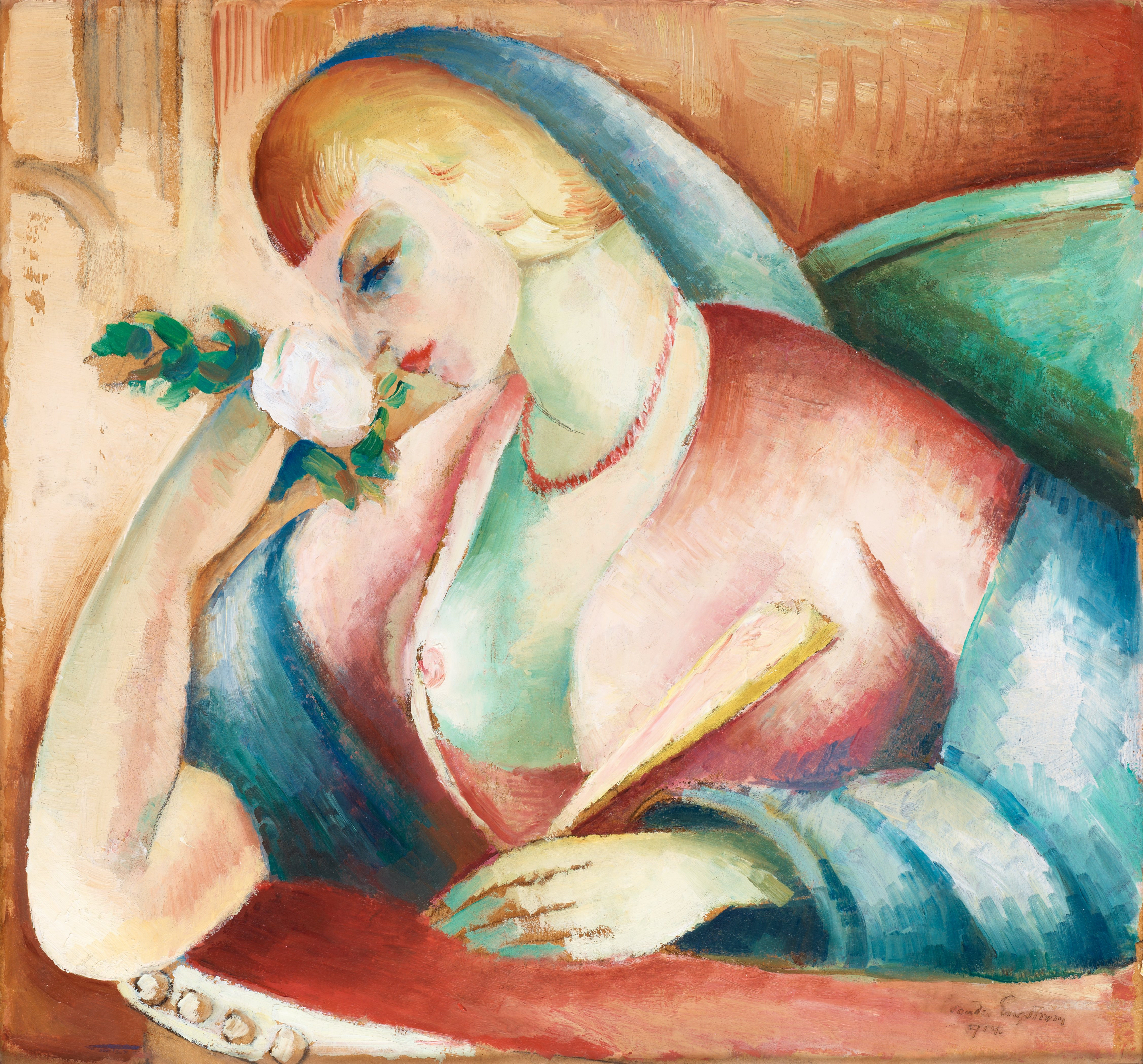
バラと扇子を持つ女性 (c.1920)
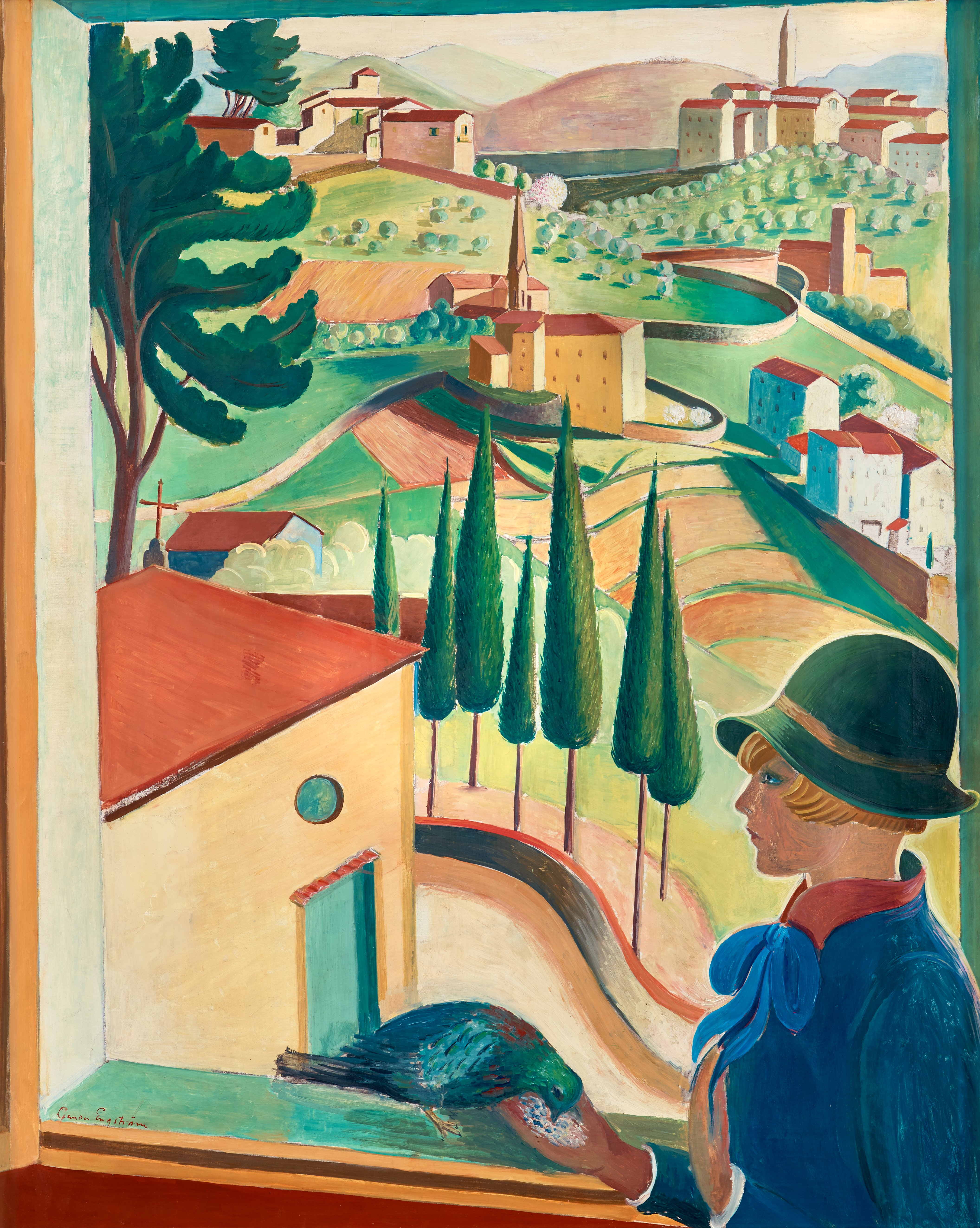
優しい少年 (1922)
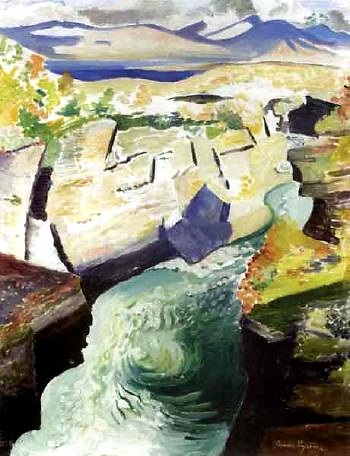
Abiskoの夏の風景
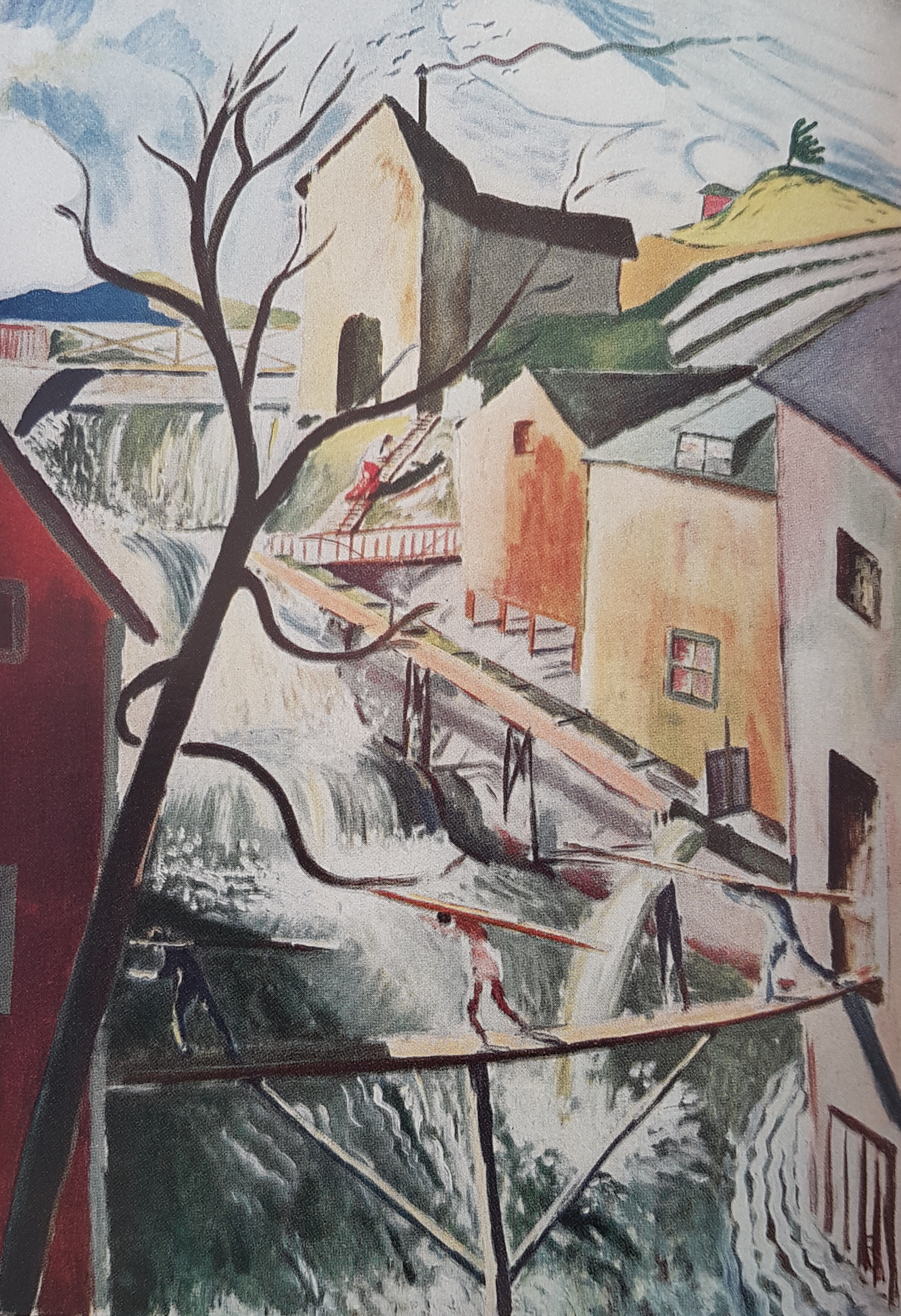